# 玉置佑規
玉置 佑規（たまき ゆうき、1991年5月28日 - ）は、和歌山県出身の東北放送のアナウンサー。

## 人物
- 和歌山県有田川町出身。
- 身長178cm。
- 和歌山県立桐蔭高等学校卒業。[要出典]
- 青山学院大学 卒業。
- 青山学院大学大学院経営学研究科 修士課程修了。

2017年からアナウンサーなどの仕事をしている。
剣道4段。
2023年3月をもって長崎文化放送を退社し

2023年4月に東北放送へ移籍。
2024年4月からは『Nスタみやぎ』のキャスターを務めている。

## 現在の出演番組

### テレビ
- Nスタみやぎ  - キャスター（2024年4月 - ）
- TBCパワフルベースボール（2023年4月 - ）- 実況
- 全国高校ラグビー宮城県大会準決勝- 実況
- TBCニュース
- 河北新報ニュース

### ラジオ
- En∞Voyage (月曜担当)
- GoGoはみみこい ラジオな気分　（ラジオカー担当,イーグルスポーツ担当　不定期出演)
- TBCパワフルベースボール（実況・ベンチリポート）
- tbc today (不定期出演)
- 録音風物誌「一本に込める思い 〜東北でたった一人の竹刀職人」(企画構成MC担当、TBCラジオ放送日、2024年8月24日)

### 過去の出演番組
- Goodモーニング （2023年10月 - ）水曜パーソナリティ(2023年10月-2024年3月は火曜・水曜担当)

## 長崎文化放送在籍時の出演番組
過去
- NCCスーパーJチャンネル長崎 - メインキャスター
- nccニュース
- 全国高校野球選手権大会中継（2019年 - ）「燃えよ!ねったまアルプス」のリポーターを担当
- シリタカ! - 【中継で長崎の情報を伝える。】